# Kolouei O’Brien
Kolouei O’Brien (ur. 15 lipca 1939 w Fakaofo, zm. 11 maja 2015 tamże) – polityk, szef rządu Tokelau od 17 lutego 2006 do 17 lutego 2007. Wcześniej, na tym samym stanowisku zasiadał już dwukrotnie, od lutego 2000 do lutego 2001 oraz od lutego 2003 do lutego 2004.
Szef rządu Tokelau wybierany jest co roku spośród Rady, składającej się z trzech osób, przedstawicieli (Faipule) każdego z trzech atoli. O’Brien był przedstawicielem atolu Fakaofo.